# سيميون ميلينكوف
سيميون ميلينكوف (بالروسية: Мельников, Семён Владимирович)‏ هو لاعب كرة قدم روسي في مركز الهجوم، ولد في 27 يناير 1985 في سانت بطرسبرغ في روسيا. لعب مع زينيت سانت بطرسبرغ ولوخ إينيرجيا فلاديفوستوك.